# Spoorlijn 142 (België)
Spoorlijn 142 is een voormalige Belgische spoorlijn van Namen via Éghezée, Ramillies, Geldenaken en Hoegaarden naar Tienen.

## Geschiedenis
De lijn werd geopend in twee fases, de sectie Ramillies - Tienen geopend op 6 juni 1867, gevolgd door de sectie Namen - Ramillies op 15 mei 1869 (na aanslepende discussies met de Grande Compagnie du Luxembourg over de gemeenschappelijke exploitatie van een kort stukje spoorlijn in Namen).
Reizigersverkeer werd opgeheven op het gedeelte Ramillies - Tienen op 20 november 1960 gevolgd door het gedeelte Namen - Ramillies op 10 december 1962.
De lijn bleef nog een aantal jaren in dienst voor goederenverkeer en voor bijzondere ritten. Zo zou er in de strenge winter van 1966 zelfs opnieuw reizigersverkeer geweest zijn tussen Namen en Ramillies. Goederenverkeer was er voornamelijk op de secties Namen - Eghezée en Geldenaken - Tienen (onder meer suikerfabriek Hoegaarden; goederenkoer Geldenaken; bietenrasperij Longchamps).
Het baanvak Hoegaarden - Tienen werd opgebroken in 1968-1969, ivm. de aanleg van de autosnelweg Brussel - Luik.

## Huidige toestand
In Wallonië van Namen tot Hoegaarden (35 km) is de bedding volledig heringericht als toeristisch fiets- en wandelpad in beton en asfalt. Het is een deel van RAVeL 2; "Croix de la Hesbaye". In Vlaanderen van Hoegaarden tot aan de autoweg E40 (2 km) is op de bedding eveneens een fietspad aangelegd in betonnen tegels.

## Aansluitingen
In de volgende plaatsen is of was er een aansluiting op de volgende spoorlijnen:
Namen
Spoorlijn 125 tussen Luik-Guillemins en Namen
Spoorlijn 130 tussen Namen en Charleroi-Centraal
Spoorlijn 130B tussen Namen en Ronet
Spoorlijn 130D tussen Namen en Ronet
Spoorlijn 154 tussen Namen en Heer-Agimont
Spoorlijn 161 Schaarbeek en Namen
Spoorlijn 162 Namen en Sterpenich
Noville-Taviers
Spoorlijn 143 tussen Noville-Taviers en Ambresin
Ramillies
Spoorlijn 147 tussen Landen en Tamines
Tienen
Spoorlijn 22 tussen Tienen en Diest
Spoorlijn 36 tussen Brussel-Noord en Luik-Guillemins

## Lijn 142A
Lijn 142A was een korte goederenlijn, parallel met het begin van de bergop lopende lijn 142, naar het goederenstation Saint-Servais bij Namen, dat verscheidene lokale industrieaansluitingen bediende. Ze werd vermoedelijk geopend samen met of kort na lijn 142 en bleef in dienst tot in de jaren 1980/1990. Nadien werd ze opgebroken.